# Stachyothyrsus stapfiana
Stachyothyrsus stapfiana là một loài thực vật có hoa trong họ Đậu. Loài này được (A.Chev.) J.Leonard & Voorh. miêu tả khoa học đầu tiên.